# Cupidon Cow-boy
Pour plus de détails, voir Fiche technique et Distribution.
Cupidon Cow-boy (Cupid, the Cowpuncher) est un film américain réalisé par Clarence G. Badger, sorti en 1920.

## Synopsis
Alec Lloyd, le contremaître du ranch Sewell, est surnommé "Cupidon" à cause de sa propension à arranger des mariages. Lorsque Macie Sewell revient de pension, Cupid tombe amoureux d'elle, mais Macie veut aller à New York pour devenir chanteuse d'opéra, et elle ignore ses avances. Dans le même temps, Leroy Simpson, un pauvre docteur amoureux de l'argent du père de Macie, encourage ses ambitions. Macie fait des économies et finalement un jour achète un ticket de train pour la grande ville. Quand Alec découvre que Simpson a un ticket pour le même train, il le poursuit à cheval et le force à admettre qu'il ne cherche que son argent. Macie met alors de côté ses ambitions pour épouser Alec.

## Fiche technique
- Titre original : Cupid, the Cowpuncher
- Titre français : Cupidon Cow-boy
- Réalisation : Clarence G. Badger
- Scénario : Edfrid A. Bingham, d'après le roman Cupid: The Cow-Punch d'Eleanor Gates (en)
- Photographie : Marcel Le Picard
- Production : Samuel Goldwyn
- Société de production : Goldwyn Pictures Corporation
- Société de distribution : Goldwyn Distributing Company
- Pays de production :  États-Unis
- Langue originale : anglais
- Format : noir et blanc — 35 mm — 1,37:1 — Film muet
- Genre : Western
- Durée : 50 minutes - 5 bobines
- Dates de sortie : 
  - États-Unis : 25 juillet 1920
  - France : 28 juillet 1922

## Distribution
- Will Rogers : Alec Lloyd
- Helene Chadwick : Macie Sewell
- Andrew Robson : Zack Sewell
- Lloyd Whitlock : Leroy Simpson
- Guinn Williams : Hairoil Johnson
- Tex Parker : Monkey Mike
- Roy Laidlaw : Billy Trowbridge
- Catherine Wallace : Rose
- Nelson McDowell : Shérif Bergin
- Cordelia Callahan : Mme Bergin